# América Dourada
América Dourada là một đô thị thuộc bang Bahia, Brasil. Đô thị này có diện tích 743,89 km², dân số năm 2007 là 16186 người, mật độ 21,76 người/km².